# Juegos de fuego
Juegos de fuego es una telenovela exhibida por Televisión Nacional de Chile desde el 17 de agosto hasta el 21 de diciembre de 1995. Es una adaptación hecha por Sergio Bravo, Perla Devoto y Maite Chapero de la telenovela brasilera Coração Alado, original de Janete Clair.
Protagonizada por Bastián Bodenhöfer y Alejandra Fosalba. Con Viviana Rodríguez en el rol antagónico. Acompañados por Yael Unger, Jaime Vadell, Eduardo Barril, Mauricio Pešutić, Maricarmen Arrigorriaga, Solange Lackington, Renato Munster, Álvaro Escobar, entre otros. 
En 2021, la revista estadounidense Cosmopolitan la calificó como una de las mejores telenovelas latinas de todos los tiempos.

## Argumento
En Puerto Coral (cuya ambientación fue en Horcón) un joven escultor Lucas Pereira (Bastián Bodenhöfer) descubre que sus esculturas están siendo revendidas en Santiago a un precio mucho mayor que el fijado por él, y que, además, son atribuidas a otro artista, Fernando Balmaceda, decide viajar a la capital, donde comienzan todas sus conquistas, que más adelante lo llevarán a debatirse entre el amor y el poder. Al llegar a la ciudad se va con su madre Eugenia (María Cánepa), que busca a Gabriel (Álvaro Escobar) hermano desaparecido de Lucas desde hace algunos años, quien tiene un amigo del alma, Coco (Remigio Remedy), quien comparte la locura de Gabriel. Tiene otros hermanos, Carola (Pamela Peragallo) y Manuel (Daniel Guillón), quienes viven en la pensión de Gastón Casiraghi (Eduardo Barril).
Allí conoce a Moira Spencer (Viviana Rodríguez), hija de un acaudalado caballero, Alberto Spencer (Jaime Vadell), quien trabaja para éste en su empresa, convirtiéndose en una mujer de mucho poder. Vive con su padre y sus hermanos Cristóbal (Felipe Braun), Javiera (Paola Volpato) y Alejandra (Araceli Vitta), su madre, Isabel Vergara (Yaël Unger), está en Buenos Aires, quien tiene una hermana gemela llamada Antonia (Yaël Unger).
Cristóbal, su hermano, es el dueño de un Pub, allí conoce a Martín Puga (Paulo Meza), hijo de Hortensia (Anita Klesky), madre viuda y muy sobreprotectora. Martín es muy tímido, tanto que a veces incluso tartamudea. Manuel es mozo del recinto. Aquí siempre van Alejandra y Florencia Ugarte (Natalia Calderón), hermana de Ignacio (Renato Münster) e hija de Germán (Marcelo Romo) y Gloria (Silvia Santelices). Coco y Gabriel, también son visitantes del pub. Gabriel, junto con Cristóbal y Martín utilizan el parapente como deporte.
Javiera, su hermana, protagoniza un tierno amor con Gabriel. Esto comienza a raíz del robo que Gabriel le hace a Javiera, su moto donde lleva sus cuadernos, en el cual escribe sus sentimientos y lo que piensa, esto hace sentir un gran amor de Gabriel hacia Javiera. En tanto, Lucas también conoce a Camila Casiraghi (Alejandra Fosalba), una chica que estudia psicología, y vive con su hermana Mariana (Solange Lackington), en la pensión de su tío Gastón. Su vida se concentraba en los estudios, sus amigos y su familia, todo hasta que conoce al escultor.
Gran parte de la historia ocurre en la pensión de Gastón, un masajista de la alta sociedad que trabaja en un local dentro de un importante hotel de Santiago. Su colaborador es José Luis (Claudio Valenzuela). También vive con su pareja Vicky (Maricarmen Arrigorriaga), su suegra Nina (Maite Fernández) y su hija Loreto (Camila Guzmán).
El gran problema de Camila es Leandro (Mauricio Pesutic), el marido de su hermana, quien la acosa sin vergüenza alguna y no la deja ningún momento en paz. La muchacha se encuentra desesperada, sobre todo para que su hermana no se dé cuenta de lo que su esposo está haciendo.

## Reparto

### Principales
- Bastián Bodenhöfer como Lucas Pereira
- Alejandra Fosalba como Camila Casiraghi
- Viviana Rodríguez como Moira Spencer
- Yaël Unger como Isabel Vergara / Antonia Vergara
- Jaime Vadell como Alberto Spencer
- Mauricio Pešutić como Leandro Serrano
- Maricarmen Arrigorriaga como Victoria Díaz
- Eduardo Barril como Gastón Casiraghi
- Álvaro Escobar como Gabriel Pereira
- Solange Lackington como Mariana Casiraghi
- Remigio Remedy como Eduardo Foncea
- Anita Klesky como Hortensia Zegers
- Marcelo Romo como Germán Ugarte
- Silvia Santelices como Gloria Saint Jean
- María Cánepa como Eugenia Bravo
- Maité Fernández como Nina Hidalgo
- Renato Münster como Ignacio Ugarte
- Pamela Peragallo como Carolina Pereira
- Felipe Braun como Cristóbal Spencer
- Paola Volpato como Javiera Spencer
- Araceli Vitta como Alejandra Spencer
- Jaime McManus como Raimundo Morales
- Claudio Valenzuela como Marco Antonio Lara
- Juan Bennett como Sebastián Del Río
- Natalia Calderón como Florencia Ugarte
- Paulo Meza como Martín Puga
- Daniel Gullón como Manuel Pereira
- Camila Guzmán Novak como Loreto Casiraghi

## Banda sonora
El CD oficial "Las Canciones De... Juegos De Fuego. 17 Exitos Del Momento" incluía 17 canciones y fue distribuido por Musicavision el año 1995.

### Banda sonora oficial
1. Los Chulos - Solo me importa (Tema Central)
2. Gianluca Grignani - Mi Historia entre tus Dedos (Tema de Lucas y Camila)
3. Cecilia Echeñique - Tú y yo (Tema de Camila)
4. Ednita Nazario - Te sigo esperando (Tema de Moira)
5. Álvaro Torres - Nada se compara contigo (Tema de Gabriel y Coco)
6. Pablo Herrera - Eres tan distinta (Tema de Javiera y Gabriel)
7. Tormenta - Como agua en mi boca (Tema de Isabel y Alberto)
8. fato - Se ha ido (Tema de Leandro)
9. Enrique Iglesias - Si tú te vas (Tema de Martín)
10. Vilma Palma e Vampiros - Fondo profundo (Tema de Vicky y Gastón)
11. Daniela Romo - Celos (Tema de Martín y Alejandra)
12. Kátia - Tan sola (Tema de Antonia)
13. Ariztía - Palabras de hombre (Tema de Florencia y Manuel)
14. Los Pericos - Párate y mira
15. Carlos Mata - Déjame intentar (Tema de Carola y Cristóbal)
16. Marcos Llunas - Reconquistarte (Tema de Ignacio y Moira)
17. Isabel Pantoja - Se me enamora el alma

### Otros temas no incluidos
1. Bon Jovi - Como yo nadie te ha amado (Tema de Moira y Lucas)
2. De Kiruza - Bakán (Tema de Gastón)
3. The Police - Englishman in New York (Tema de Lucas)
4. Henry Mancini - They Marry (Tema de Isabel)
5. La Zimbabwe - Paseo Nocturno (Incidental)
6. Los Pericos - Su galán (Incidental)
7. Los Pericos - Mucha experiencia (Incidental)
8. Sax Appeal - Be My Lover (Incidental)
9. Sax Appeal - Aladino (Incidental)

## Recepción
Juegos de fuego fue superada estrechamente por su competencia Amor a domicilio de Canal 13.[cita requerida]

## Retransmisiones
Fue retransmitida en una única ocasión por la señal nacional de TVN en 1999 y en el verano de 2000, a las 14:30 horas.